# Anwar El Ghazi
Anwar El Ghazi (Barendrecht, 3 mei 1995) is een Nederlands profvoetballer van Marokkaanse afkomst die doorgaans als vleugelspeler speelt. El Ghazi debuteerde in 2015 in het Nederlands elftal.

## Clubcarrière

### Jeugd
El Ghazi is geboren in Barendrecht, waar hij ook opgroeide. Op vijfjarige leeftijd begon hij met voetballen bij BVV Barendrecht. Hij speelde vervolgens twee jaar in de jeugd van Feyenoord, voor hij werd weggestuurd vanwege gedragsproblemen. Hij ging verder bij Spartaan '20, waar hij werd opgemerkt door Sparta Rotterdam. Ook bij Sparta kende El Ghazi een moeilijke periode, tot jeugdtrainer Marcel van der Net hem in 2012 duidelijk maakte dat hij het niet zou redden bij Sparta, als hij zijn houding niet veranderde. Onder Van der Net bloeide El Ghazi op als buitenspeler en was hij een van de sterkere spelers van de B1-selectie van dat jaar.
In 2013 stapte El Ghazi over naar AFC Ajax. Aangezien El Ghazi geen contract had bij Sparta, hoefde Ajax enkel een opleidingsvergoeding te betalen aan de Rotterdammers. Bij Ajax kwam El Ghazi te spelen in de A1. Hier speelde hij diverse wedstrijden, maar werd nimmer opgeroepen voor Jong Ajax, de beloftenploeg van de Amsterdammers. In 2014 werd hij door trainer Frank de Boer direct overgeheveld naar de A-selectie.

### Ajax

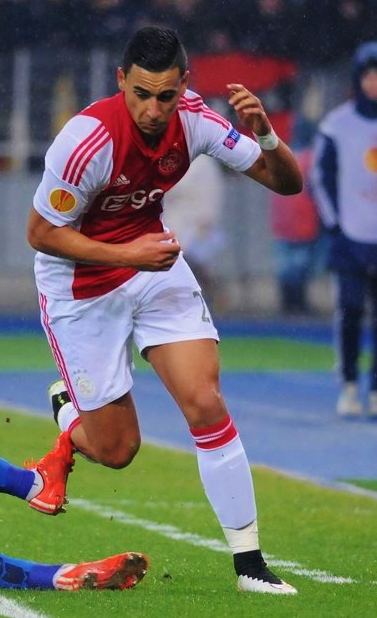
El Ghazi tijdens Dnjepr–Ajax (1-0), 12 maart 2015.

In het seizoen 2014/2015 werd El Ghazi met acht treffers in honderdvijftig speelminuten topscorer van Ajax tijdens de voorbereiding. De aanvaller zou eigenlijk uitkomen voor Jong Ajax, maar werd door zijn goede prestaties en het verhuren van Lesly de Sa definitief bij de A-selectie gehaald. Vervolgens beleefde hij een snelle doorbraak. Op 3 augustus 2014 debuteerde hij voor Ajax als invaller voor Ricardo Kishna in de met 1–0 verloren wedstrijd om de Johan Cruijff Schaal van 2014 tegen PEC Zwolle in de Amsterdam ArenA. Een week later maakte hij zijn competitiedebuut in het met 4–1 gewonnen wedstrijd tegen SBV Vitesse. Lasse Schöne maakte het vierde doelpunt van Ajax op aangeven van El Ghazi, die in de zeventigste minuut inviel voor Ricardo Kishna. Op 17 augustus 2014, tijdens de tweede speelronde in de Eredivisie op bezoek bij AZ, maakte El Ghazi zijn eerste officiële doelpunt voor Ajax. Op 17 september, in de eenenzestigste minuut van de UEFA Champions League-wedstrijd tussen Ajax en Paris Saint-Germain, maakte Anwar zijn debuut voor Ajax op het hoogste Europese podium. Deze wedstrijd eindigde in 1–1 gelijkspel. In de UEFA Champions League-uitwedstrijd tegen FC Barcelona, die met 3–1 werd verloren, scoorde El Ghazi in de slotfase zijn eerste officiële Europese doelpunt in dienst van Ajax. El Ghazi werd voor zijn eerste seizoen beloond met de eretitel Talent van het Jaar bij Ajax.
El Ghazi begon aan het seizoen 2015/16 met zes doelpunten in vier competitiewedstrijden. De laatste Ajacied, die na de eerste vier competitiewedstrijden op zes doelpunten stond, was Klaas-Jan Huntelaar in 2007. Zijn goede vorm tijdens de seizoensstart (acht doelpunten in negen wedstrijden) werd onderbroken door een blessure. Na zijn blessure haalde hij niet het niveau dat hij had tijdens het begin van het seizoen. Trainer Frank de Boer koos om deze reden vaak voor Schöne op de plek van El Ghazi. Als invaller had El Ghazi op 9 april 2016 met een assist wel een belangrijk aandeel bij de 1–0 zege op SC Cambuur. Eind oktober werd hij door zijn nieuwe trainer Peter Bosz na een woordenwisseling uit de selectie gezet. Na vier weken bij Jong Ajax keerde hij terug in het eerste elftal.

### Lille OSC
El Ghazi tekende in januari 2017 een contract tot medio 2021 bij Lille OSC, de nummer elf van de Ligue 1 op dat moment. Het betaalde circa € 8.000.000,- voor hem aan Ajax. Hij maakte zijn competitiedebuut voor de ploeg van trainer Patrick Collot op 4 februari 2017, toen Lille op eigen veld met 1–0 verloor van FC Lorient door een treffer van Jérémie Aliadiére. Hij had daarna ook basisplaatsen tegen Paris Saint-Germain en Caen en maakte tegen de laatstgenoemde club het enige doelpunt van de wedstrijd. Dat bleek zijn enige goal van de competitie dat jaar. El Ghazi kreeg bij aanvang van seizoen 2017/18 in Marcelo Bielsa een nieuwe coach en had vanaf dat moment vrijwel elke week een basisplaats. Toen de Argentijnse trainer in december 2017 werd vervangen door Christophe Galtier, mocht hij de rest van het seizoen alleen nog sporadisch invallen.

### Aston Villa
Lille OSC verhuurde El Ghazi in augustus 2018 voor een jaar aan Aston Villa. Hier groeide hij onder coach Dean Smith weer uit tot een gewaardeerde kracht. Nadat hij met zijn ploeggenoten dat jaar op de vijfde plek eindigde in de Championship, wonnen ze de daarmee de play-offs en promoveerden ze naar de Premier League. In de met 2–1 gewonnen finale tegen Derby County maakte hij zelf de 1–0. Aston Villa nam El Ghazi daarna definitief over van Lille en gaf hem een contract tot medio 2023. Hij speelde ook in zijn eerste jaar in de Premier League vrijwel alle speelronden. Zijn speeltijd nam in 2020/21 af, maar hij maakte dat seizoen wel tien doelpunten in de Premier League. Dat was de eerste keer in vijf jaar tijd dat hij de dubbele cijfers weer haalde. El Ghazi maakte dat seizoen de winnende goal tegen zowel Wolverhampton Wanderers, Leeds United, Everton als Chelsea.

### Verhuur aan Everton
El Ghazi speelde in 2021/22 zes speelronden voor coach Dean Smith werd ontslagen en Steven Gerrard aantrad als diens vervanger. Daarna mocht hij tot aan de winterstop alleen nog vijf keer invallen. Aston Villa verhuurde El Ghazi op 13 januari 2022 voor de rest van het seizoen 2021/22 aan Everton. Coach Frank Lampard liet hem in die periode twee keer vlak voor tijd invallen, maar maakte verder geen gebruik van hem.

### PSV
El Ghazi tekende op 31 augustus 2022 een driejarig contract bij PSV, dat 2,5 miljoen euro voor hem betaalde aan Aston Villa. Hier wisselde hij in zijn eerste seizoen basisplaatsen af met invalbeurten en wedstrijden waarin hij helemaal niet in actie kwam. Hij maakte in de hem gegeven speeltijd acht doelpunten, waaronder twee tegen zowel FC Utrecht als SC Cambuur en het enige doelpunt van de wedstrijd uit bij Sparta. Hij won met PSV zowel de KNVB Beker als de Johan Cruijff Schaal, de eerste prijzen in zijn profcarrière. Hij benutte in de bekerfinale een van de penalty's in de strafschoppenreeks waarmee PSV de overwinning op Ajax behaalde.
Op 1 september 2023 werd zijn contract bij PSV ontbonden. Onder de nieuwe hoofdtrainer Peter Bosz en de komst van aanvallers Noa Lang en Hirving Lozano leek er geen perspectief voor El Ghazi meer te zijn.

### Mainz 05
Op 22 september 2023 tekende El Ghazi, die na zijn transfervrije vertrek zijn conditie op peil hield bij Jong Ajax, een contract bij het Duitse Mainz 05. Daar werd hij op 3 november 2023 ontslagen na pro-Palestijnse uitspraken op zijn sociale media over de oorlog tussen Hamas en Israël in de Gazastrook. In augustus 2024 won El Ghazi een rechtszaak tegen de Duitse club voor onterecht ontslag.

### Cardiff City
In augustus 2024 tekende El Ghazi transfervrij een eenjarig contract bij Cardiff City.

## Clubstatistieken
Beloften

| Seizoen | Club      | Competitie     | Competitie | Competitie |
| Seizoen | Club      | Competitie     | Wed.       | Dlp.       |
| ------- | --------- | -------------- | ---------- | ---------- |
| 2016/17 | Jong Ajax | Eerste divisie | 4          | 4          |
| Totaal  | Totaal    | Totaal         | 4          | 4          |

Senioren

| Seizoen        | Club           | Competitie     | Competitie | Competitie | Beker | Beker | Internationaal | Internationaal | Totaal | Totaal |
| Seizoen        | Club           | Competitie     | Wed.       | Dlp.       | Wed.  | Dlp.  | Wed.           | Dlp.           | Wed.   | Dlp.   |
| -------------- | -------------- | -------------- | ---------- | ---------- | ----- | ----- | -------------- | -------------- | ------ | ------ |
| 2014/15        | Ajax           | Eredivisie     | 31         | 9          | 3     | 0     | 9              | 1              | 43     | 10     |
| 2015/16        | Ajax           | Eredivisie     | 27         | 11         | 1     | 0     | 9              | 0              | 37     | 11     |
| 2016/17        | Ajax           | Eredivisie     | 12         | 0          | 2     | 1     | 6              | 1              | 20     | 2      |
| 2016/17        | Lille OSC      | Ligue 1        | 12         | 1          | 1     | 1     | —              | —              | 13     | 2      |
| 2017/18        | Lille OSC      | Ligue 1        | 27         | 4          | 4     | 0     | —              | —              | 31     | 4      |
| 2018/19        | Aston Villa    | Championship   | 37         | 7          | 2     | 0     | —              | —              | 39     | 7      |
| 2019/20        | Aston Villa    | Premier League | 34         | 4          | 6     | 2     | —              | —              | 40     | 6      |
| 2020/21        | Aston Villa    | Premier League | 28         | 10         | 3     | 1     | —              | —              | 31     | 11     |
| 2021/22        | Aston Villa    | Premier League | 9          | 1          | 1     | 0     | —              | —              | 9      | 1      |
| 2021/22        | → Everton      | Premier League | 2          | 0          | 3     | 0     | —              | —              | 5      | 0      |
| 2022/23        | PSV            | Eredivisie     | 23         | 8          | 3     | 0     | 5              | 1              | 31     | 9      |
| 2023/24        | PSV            | Eredivisie     | 1          | 0          | 1     | 0     | —              | —              | 2      | 0      |
| 2023/24        | FSV Mainz      | Bundesliga     | 3          | 0          | 0     | 0     | —              | —              | 3      | 0      |
| 2024/25        | Cardiff City   | Championship   | 0          | 0          | 0     | 0     | —              | —              | 0      | 0      |
| Carrièretotaal | Carrièretotaal | Carrièretotaal | 246        | 55         | 30    | 5     | 29             | 3              | 305    | 63     |

Bijgewerkt op 2 augustus 2024.

## Interlandcarrière

### Jeugdelftallen
El Ghazi maakte zijn debuut als jeugdinternational op 16 september 2011 voor het Nederlands elftal onder 17 in een wedstrijd op het Vier-Nationen-Turnier tegen Italië onder 17, die met 1–0 werd gewonnen. Hij begon in de basis en werd in de vijfenvijftigste minuut vervangen door Moussa Sanoh. Daarnaast kwam hij ook uit voor het Nederlands elftal onder 18, waarvoor hij op 15 oktober 2012 zijn debuut maakte in een vriendschappelijke wedstrijd tegen Oostenrijk onder 18, die met 2-0 werd verloren. In zijn derde en tevens laatste interland tegen Duitsland onder 18, zette El Ghazi Nederland onder 18 op een 2–0 voorsprong. De wedstrijd werd uiteindelijk met 4–1 gewonnen.
Op 24 september 2014 maakte bondscoach Adrie Koster bekend dat El Ghazi behoorde tot de 32-koppige voorselectie voor de play-offwedstrijden voor EK-kwalificatie tegen Jong Portugal. El Ghazi werd door Koster ook opgenomen in de definitieve selectie. Hij maakte vervolgens op 9 oktober 2014 zijn debuut voor Jong Oranje in de wedstrijd tegen Jong Portugal, die met 2–0 werd verloren. Hij begon in de basiself en werd na achtenzestig minuten vervangen door Ola John. Zijn eerste doelpunt maakte hij in de eerste wedstrijd op het internationale jeugdtoernooi in het Franse Toulon tegen Costa Rica. El Ghazi was al na drie minuten trefzeker.
| Jeugdinterlands van Anwar El Ghazi | Jeugdinterlands van Anwar El Ghazi | Jeugdinterlands van Anwar El Ghazi | Jeugdinterlands van Anwar El Ghazi | Jeugdinterlands van Anwar El Ghazi  | Jeugdinterlands van Anwar El Ghazi |
| Team (№ interlands)                | Datum                              | Wedstrijd                          | Uitslag                            | Soort Wedstrijd                     | Doelpunten                         |
| Als speler bij Sparta Rotterdam    | Als speler bij Sparta Rotterdam    | Als speler bij Sparta Rotterdam    | Als speler bij Sparta Rotterdam    | Als speler bij Sparta Rotterdam     | Als speler bij Sparta Rotterdam    |
| ---------------------------------- | ---------------------------------- | ---------------------------------- | ---------------------------------- | ----------------------------------- | ---------------------------------- |
| Onder 17                           | 16 september 2011                  | Nederland – Italië                 | 1 – 0                              | Vier-Nationen-Turnier               |                                    |
| Onder 17                           | 19 september 2011                  | Israël – Nederland                 | 1 – 3                              | Vier-Nationen-Turnier               |                                    |
| Onder 18                           | 15 oktober 2012                    | Nederland – Oostenrijk             | 0 – 2                              | Vriendschappelijk                   | 0                                  |
| Onder 18                           | 14 november 2012                   | Nederland – Turkije                | 1 – 4                              | Vriendschappelijk                   | 0                                  |
| Onder 18                           | 26 maart 2013                      | Nederland – Duitsland              | 4 – 1                              | Vriendschappelijk                   | 22', 27'                           |
| Onder 21                           | 9 oktober 2014                     | Nederland – Portugal               | 0 – 2                              | EK-kwalificatie 2015                |                                    |
| Onder 21                           | 14 oktober 2014                    | Portugal – Nederland               | 5 – 4                              | EK-kwalificatie 2015                |                                    |
| Onder 21                           | 13 november 2014                   | Duitsland – Nederland              | 3 – 1                              | Vriendschappelijk                   |                                    |
| Onder 21                           | 30 maart 2015                      | Frankrijk – Nederland              | 4 – 1                              | Vriendschappelijk                   |                                    |
| Onder 21                           | 27 mei 2015                        | Nederland – Costa Rica             | 3 – 2                              | Internationale jeugdtoernooi Toulon | 3'                                 |
| Onder 21                           | 29 mei 2015                        | Verenigde Staten – Nederland       | 3 – 1                              | Internationale jeugdtoernooi Toulon |                                    |
| Onder 21                           | 31 mei 2015                        | Nederland – Qatar                  | 5 – 1                              | Internationale jeugdtoernooi Toulon |                                    |
| Onder 21                           | 25 maart 2016                      | Noorwegen – Nederland              | 0 – 1                              | Vriendschappelijk                   | 22'                                |
| Onder 21                           | 2 september 2016                   | Wit-Rusland – Nederland            | 2 – 2                              | EK-kwalificatie 2015                | 68'                                |

### Nederland
Op 21 september 2015 maakte bondscoach Danny Blind bekend dat El Ghazi behoorde tot 28-koppige voorselectie voor EK-kwalificatieduels tegen Kazachstan en Tsjechië. Later die dag gaf El Ghazi aan dat hij definitief had besloten uit te komen voor het Nederlands elftal en niet voor Marokko. Op 2 oktober 2015 maakte Blind bekend dat El Ghazi ook behoorde tot de definitieve selectie. Hij debuteerde op 10 oktober 2015 als basisspeler tegen Kazachstan (1-2 winst). Hij gaf na een half uur spelen een assist waaruit Georginio Wijnaldum het eerste doelpunt voor Nederland maakte. Drie dagen later speelde hij ook tegen Tsjechië. Hierna verdween hij uit beeld bij het Nederlands elftal.
Op 14 mei 2021 maakte bondscoach Frank de Boer bekend dat El Ghazi tot de 26-koppige voorselectie behoorde naar aanloop van het Europees kampioenschap voetbal 2020. Hij viel op 26 mei 2021 alsnog af en mocht niet naar het EK.
| Interlands van Anwar El Ghazi voor Nederland | Interlands van Anwar El Ghazi voor Nederland | Interlands van Anwar El Ghazi voor Nederland | Interlands van Anwar El Ghazi voor Nederland | Interlands van Anwar El Ghazi voor Nederland | Interlands van Anwar El Ghazi voor Nederland |
| №                                            | Datum                                        | Wedstrijd                                    | Uitslag                                      | Competitie                                   | Doelpunten                                   |
| Als speler bij Ajax                          | Als speler bij Ajax                          | Als speler bij Ajax                          | Als speler bij Ajax                          | Als speler bij Ajax                          | Als speler bij Ajax                          |
| -------------------------------------------- | -------------------------------------------- | -------------------------------------------- | -------------------------------------------- | -------------------------------------------- | -------------------------------------------- |
| 1.                                           | 10 oktober 2015                              | Kazachstan – Nederland                       | 1 – 2                                        | Kwalificatie EK 2016                         |                                              |
| 2.                                           | 13 oktober 2015                              | Nederland – Tsjechië                         | 2 – 3                                        | Kwalificatie EK 2016                         |                                              |

Bijgewerkt t/m 13 oktober 2015

## Erelijst
Aston Villa
- EFL Championship play-offs: 2019

 PSV
- KNVB Beker: 2022/23
- Johan Cruijff Schaal: 2023

Individueel
 Ajax
- Ajax Talent van het jaar: 2014/15